# Petkovy
Petkovy település Csehországban, a Mladá Boleslav-i járásban. Petkovy Domousnice, Dolní Bousov, Březno, Dlouhá Lhota, Lhotky és Řitonice településekkel határos. Lakosainak száma 349 fő (2024. január 1.).

## Népesség
A település lakosságának változását az alábbi diagram mutatja:
| Lakosok száma | 340  | 276  | 290  | 309  | 231  | 281  | 305  | 306  | 343  | 349  |
|               | 1869 | 1900 | 1921 | 1961 | 1980 | 2011 | 2016 | 2019 | 2021 | 2024 |